# Tarik Allali
Pour les articles homonymes, voir Allali.
Tarik Allali est un boxeur marocain né le 22 janvier 1996 à Mohammédia. 

## Carrière
Sa carrière amateur est principalement marquée par une médaille d'or remportée aux Jeux africains de Rabat en 2019 dans la catégorie des poids moyens.

## Palmarès

### Jeux africains
- Médaille d'or en -75 kg en 2019 à Rabat, Maroc